# دانجز
دانجز رمزها «DG» (بالإنجليزية: The  Dangs)‏ ، هو تقسيم إداري لدولة الهند تتبع ولاية غوجارات (بالإنجليزية: Gujarat)‏ ، مركزها هو مدينة اهوا (بالإنجليزية: Ahwa)‏ عدد سكانها حسب تعداد سنة 2001 هو 186,712 ، مساحتها 1,764 كم² وكثافة السكان 106 لكل كم² .